# Ole Rahmel
Ole Rahmel (* 19. November 1989 in Achim) ist ein deutscher Handballspieler. Er spielt auf der Position Rechtsaußen.

## Vereinskarriere
Mit fünf Jahren begann Rahmel mit dem Handballsport. In der Jugend spielte er zunächst auf Norderney beim TuS Norderney und später beim OHV Aurich. Ole Rahmel besuchte das Gummersbacher Handballinternat und spielte zunächst für die A-Jugend und die zweite Mannschaft des VfL Gummersbach. Ab der Saison 2007/08 gehörte er zum Bundesligakader und erzielte in seiner ersten Spielzeit in elf Bundesligaspielen drei Tore. Mit dem VfL gewann er 2009 den EHF-Pokal sowie 2010 und 2011 den Europapokal der Pokalsieger.
Von 2011 bis 2013 spielte er beim TUSEM Essen. In der Saison 2011/12 wurde Rahmel Torschützenkönig der 2. Bundesliga und stieg mit Essen in die Bundesliga auf. Nach dem Abstieg 2013 wechselte Rahmel zum HC Erlangen, bei dem er mit 221 Toren zum Aufstieg 2014 beitrug. Im Sommer 2017 wechselte Rahmel zum THW Kiel. Mit Kiel gewann er 2020 die deutsche Meisterschaft und 2019 sowohl den DHB-Pokal als auch den EHF-Pokal. Seit Juli 2020 steht er beim portugiesischen Erstligisten Benfica Lissabon unter Vertrag. Mit Benfica gewann er die EHF European League 2021/22. Im Finale gegen den SC Magdeburg erzielte Rahmel elf Tore beim 40:39-Sieg nach Verlängerung. Beim Gewinn des portugiesischen Supercups 2022 erzielte er zwölf Tore im Halbfinale und neun Tore im Finale.
Rahmel wird im Sommer 2025 seine Karriere beenden und beim HC Erlangen als Sportmanager tätig werden.

## Auswahlmannschaften
Rahmel debütierte am 26. April 2015 im Spiel gegen die Schweiz im DHB-Trikot.

## Karrierebilanz
| Saison    | Verein                 | Spielklasse   | Spiele | Tore | 7-Meter | Feldtore |
| --------- | ---------------------- | ------------- | ------ | ---- | ------- | -------- |
| 2007/08   | VfL Gummersbach        | Bundesliga    | 13     | 3    | 0       | 3        |
| 2008/09   | VfL Gummersbach        | Bundesliga    | 24     | 16   | 0       | 16       |
| 2009/10   | VfL Gummersbach        | Bundesliga    | 33     | 15   | 0       | 15       |
| 2010/11   | VfL Gummersbach        | Bundesliga    | 29     | 15   | 0       | 15       |
| 2011/12   | TUSEM Essen            | 2. Bundesliga | 38     | 298  | 63      | 235      |
| 2012/13   | TUSEM Essen            | Bundesliga    | 33     | 149  | 10      | 139      |
| 2013/14   | HC Erlangen            | 2. Bundesliga | 36     | 215  | 58      | 157      |
| 2014/15   | HC Erlangen            | Bundesliga    | 36     | 232  | 72      | 160      |
| 2015/16   | HC Erlangen            | 2. Bundesliga | 40     | 140  | 1       | 139      |
| 2016/17   | HC Erlangen            | Bundesliga    | 33     | 154  | 20      | 134      |
| 2017/18   | THW Kiel               | Bundesliga    | 34     | 33   | 0       | 33       |
| 2011–16   | 2. Handball-Bundesliga | gesamt        | 114    | 653  | 122     | 531      |
| 2007–18   | Handball-Bundesliga    | gesamt        | 235    | 617  | 102     | 515      |
| 2011–2018 | gesamt                 | Karriere      | 349    | 1270 | 224     | 1046     |

Quelle: Spielerprofil bei der Handball-Bundesliga